# Pazardjik (Bulgarie)
Pour les articles homonymes, voir Pazardjik.
Pazardjik (en bulgare : Пазарджик, translittération internationale Pazardžik, du turc Pazarcık, petit marché) est une ville située sur les rives du fleuve Maritsa en Bulgarie. Elle est la capitale de l'oblast de Pazardjik.

## Géographie
| 1841   | 1887   | 1910   | 1934   | 1946   | 1956   | 1965   | 1975   | 1985   |
| ------ | ------ | ------ | ------ | ------ | ------ | ------ | ------ | ------ |
| 12 000 | 15 659 | 18 098 | 23 228 | 30 376 | 39 499 | 55 430 | 65 727 | 77 340 |

| 1992   | 2001   | 2005   | 2008   | 2011   | - | - | - | - |
| ------ | ------ | ------ | ------ | ------ | - | - | - | - |
| 82 578 | 79 476 | 76 161 | 75 644 | 71 979 | - | - | - | - |

,,,

## Histoire
L'économiste français Adolphe Blanqui, qui visita la ville en 1841, écrit dans son Voyage en Bulgarie : La ville de Tatarbazardschick ressemble à toutes les villes turques par sa malpropreté ; mais les constructions sont assez régulières et les maisons y paraissent commodément distribuées. Elles sont presque toutes en bois. La cathédrale seule est entièrement bâtie en pierres et dans le style de la plupart des églises modernes d'Europe […] Je n'ai jamais vu autant de borgnes, de bossus, de gens atteints de maladies cutanées et scrofuleuses que dans cette ville commerçante et lugubre. Le pied y glisse à chaque pas sur des débris d'entrailles que chacun jette devant sa porte avec toutes les ordures domestiques, qu'on n'enlève jamais ! Je m'estime fort heureux d'être sorti sain et sauf de ce cloaque…
Le 27 avril 2016, un arrêté municipal de Pazardjik interdit les signes ostentatoires de la religion musulmane en public, dans la suite du nationalisme anti-turc et anti-tatar jadis adopté par le régime communiste sous la présidence de Todor Jivkov.

## Personnalités
- Borislav Gidikov (1965-), champion olympique d'haltérophilie.
- Nikolaj Pešalov (1970-), champion olympique d'haltérophilie, naturalisé croate.

## Administration

### Jumelages
La ville de Pazardjik  est jumelée avec :
- Stavropol (Russie)
- Xuancheng (Chine)

## Galerie

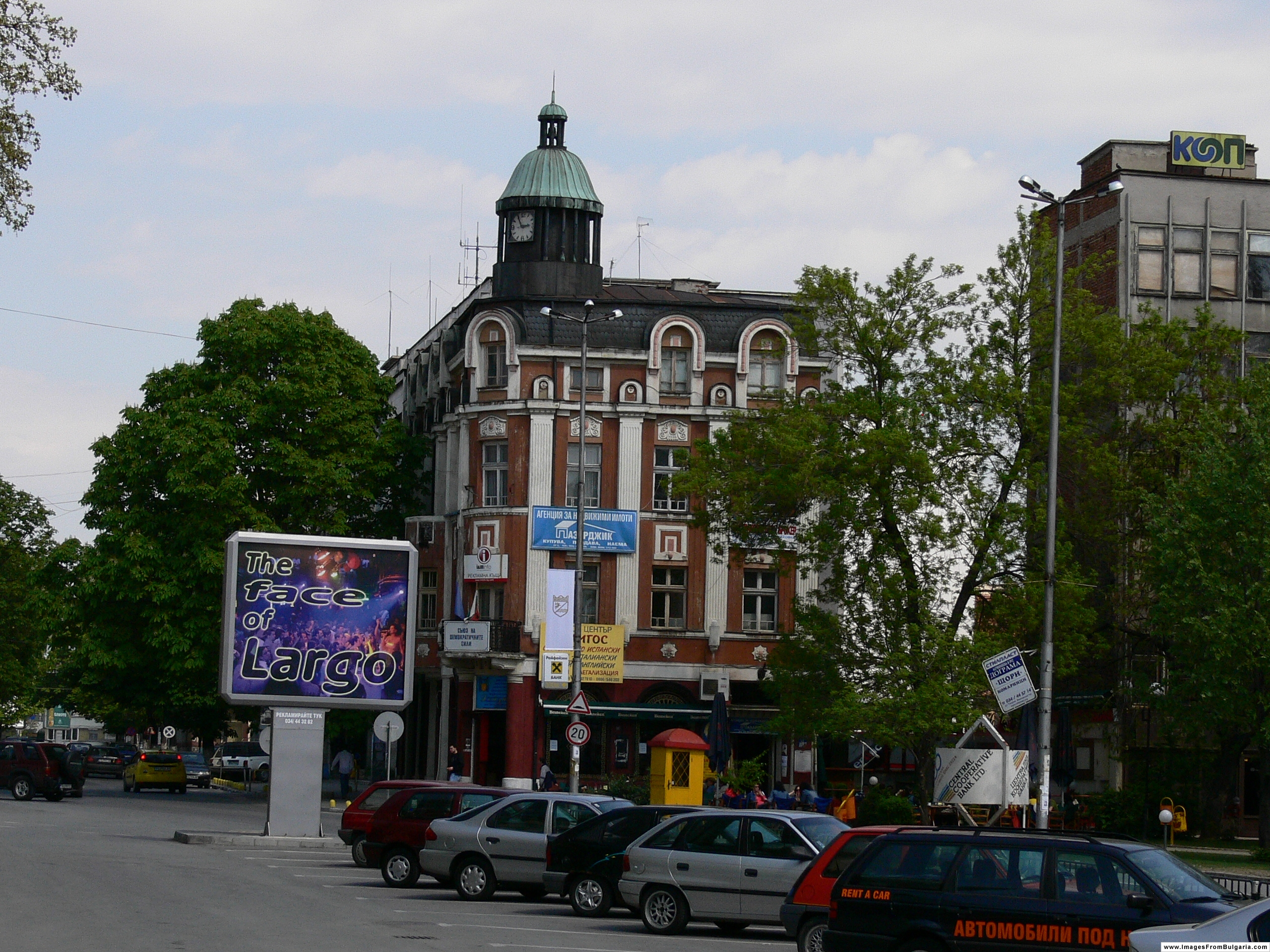
Bâtiment du XIXe siècle dans le centre-ville
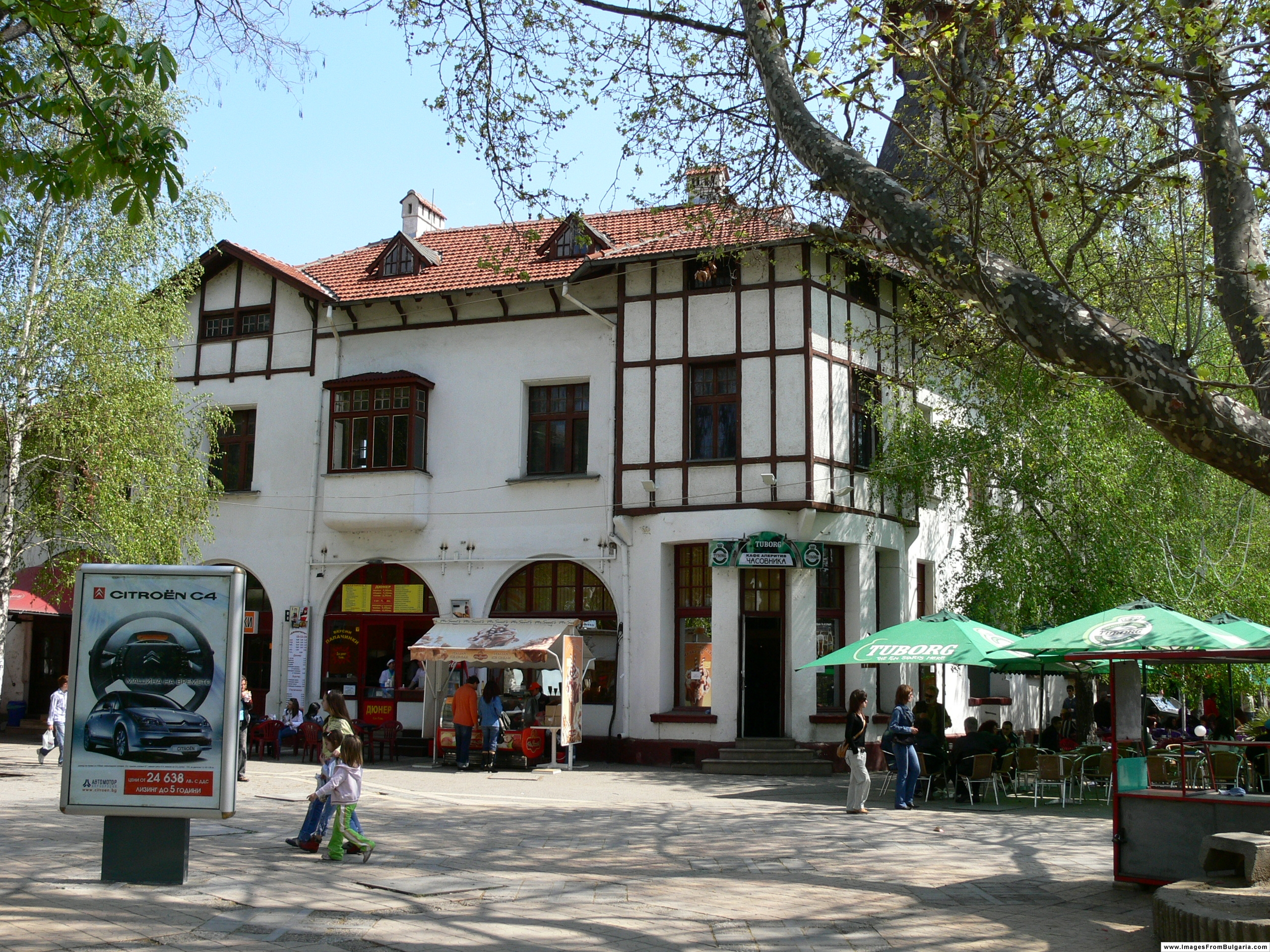
L'ancienne poste
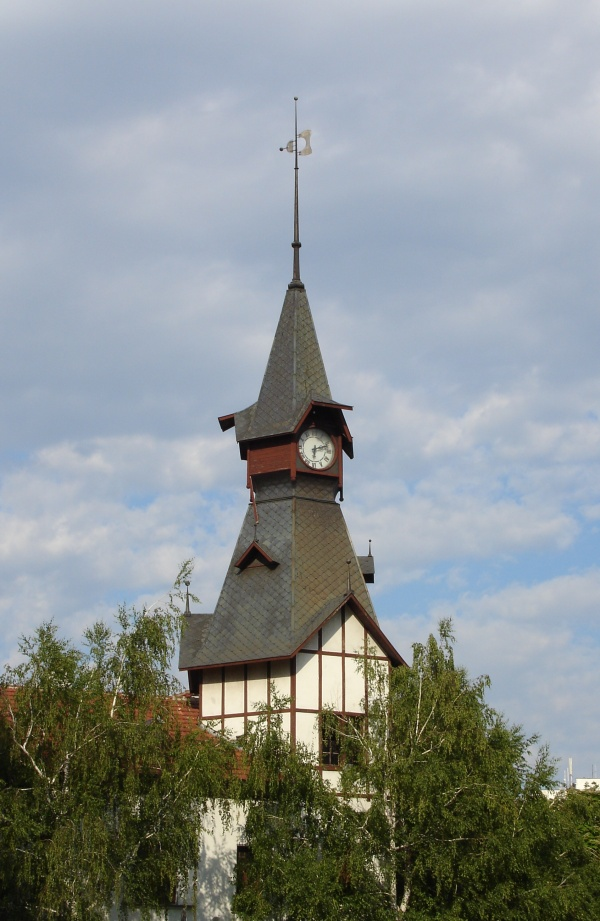
L'ancienne poste
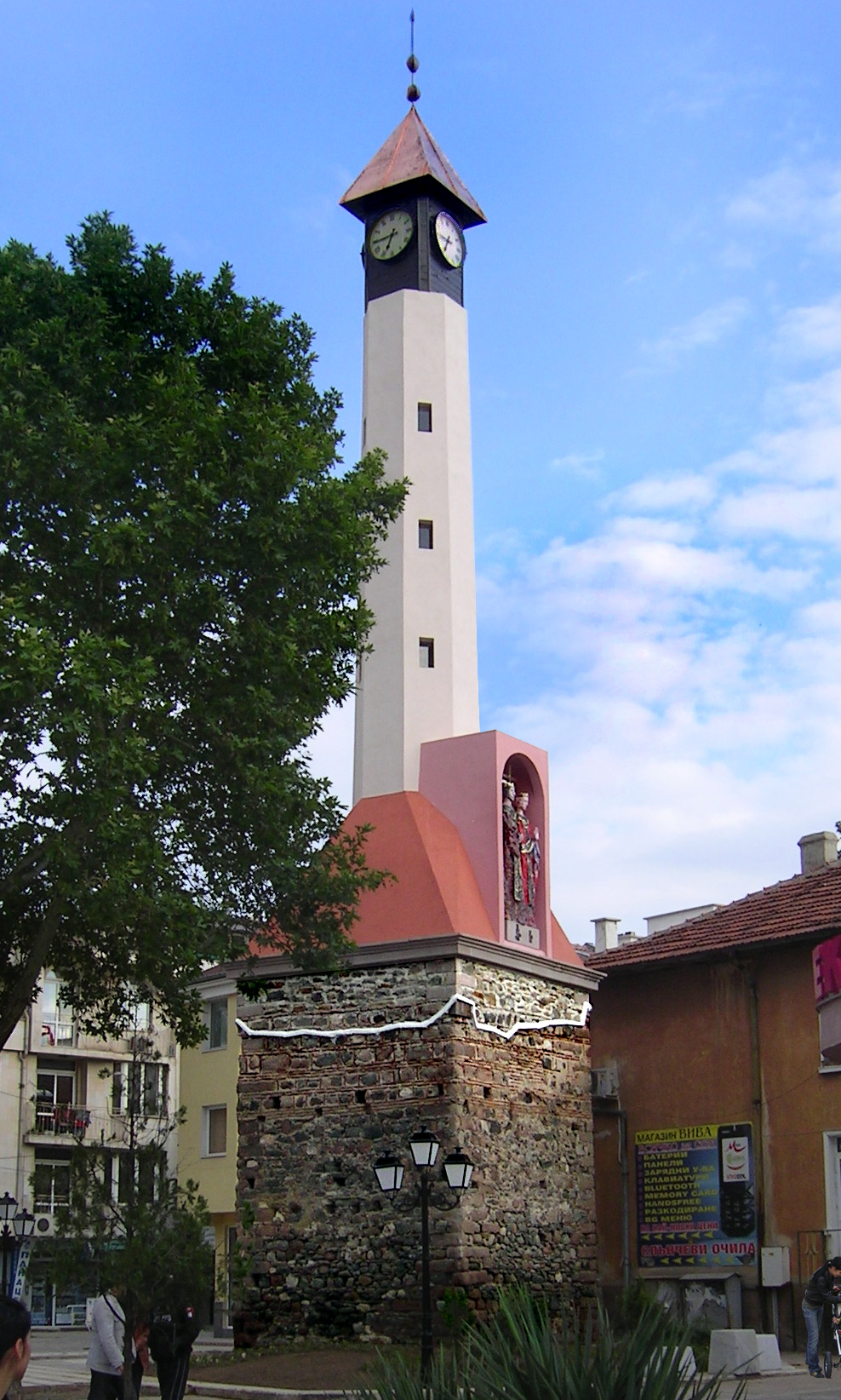
La tour de l'horloge
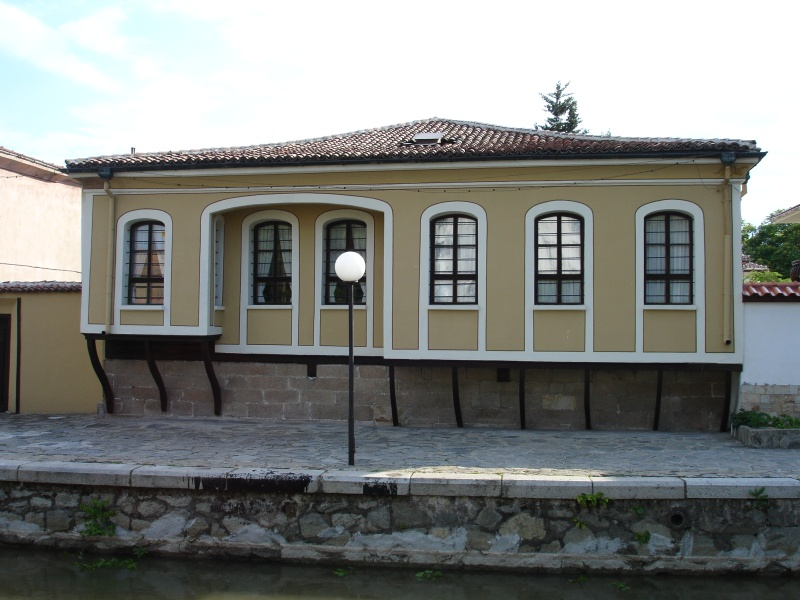
Maison-musée Stanislav Dospévski
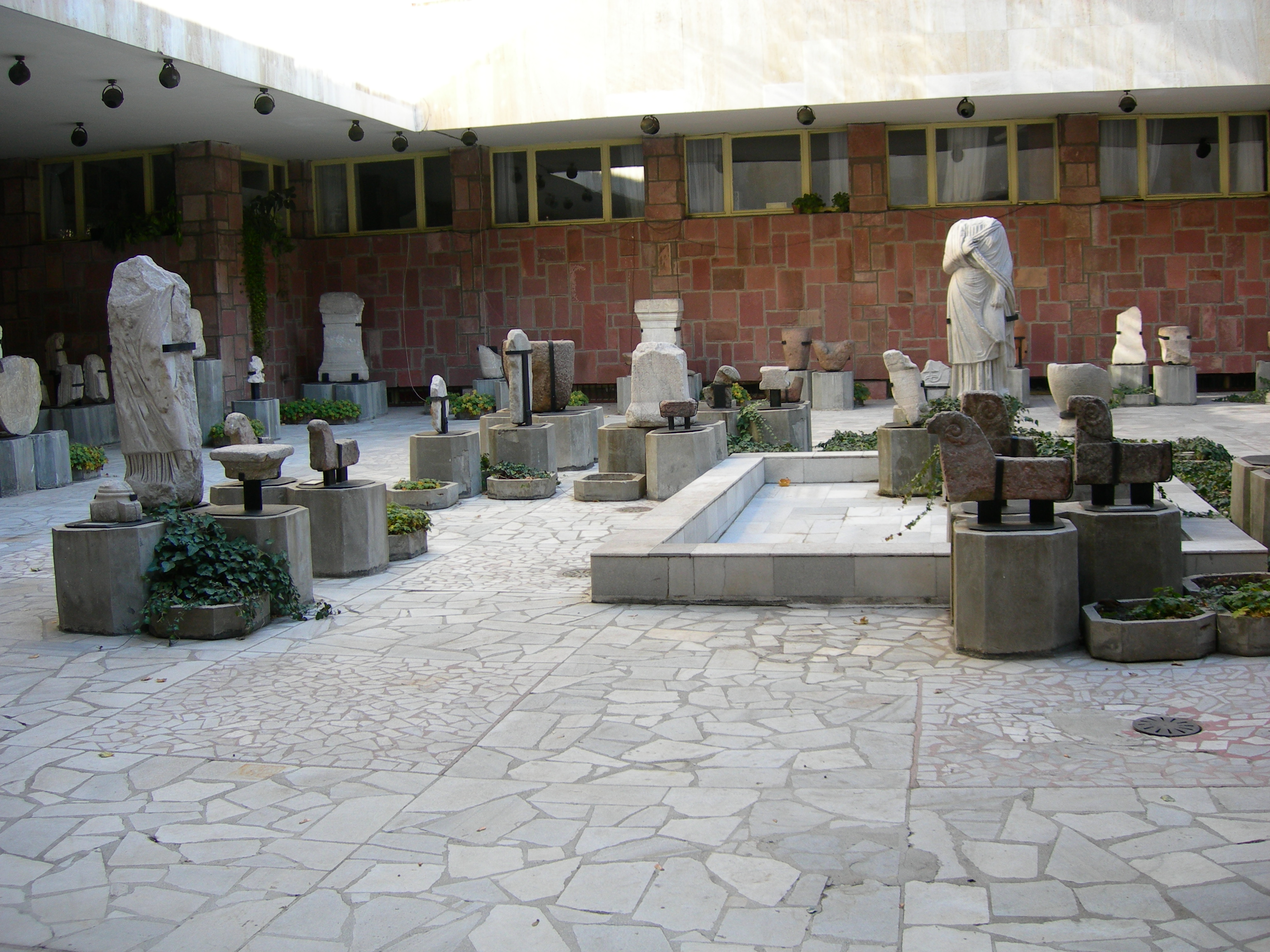
La cour intérieure du musée historique régional
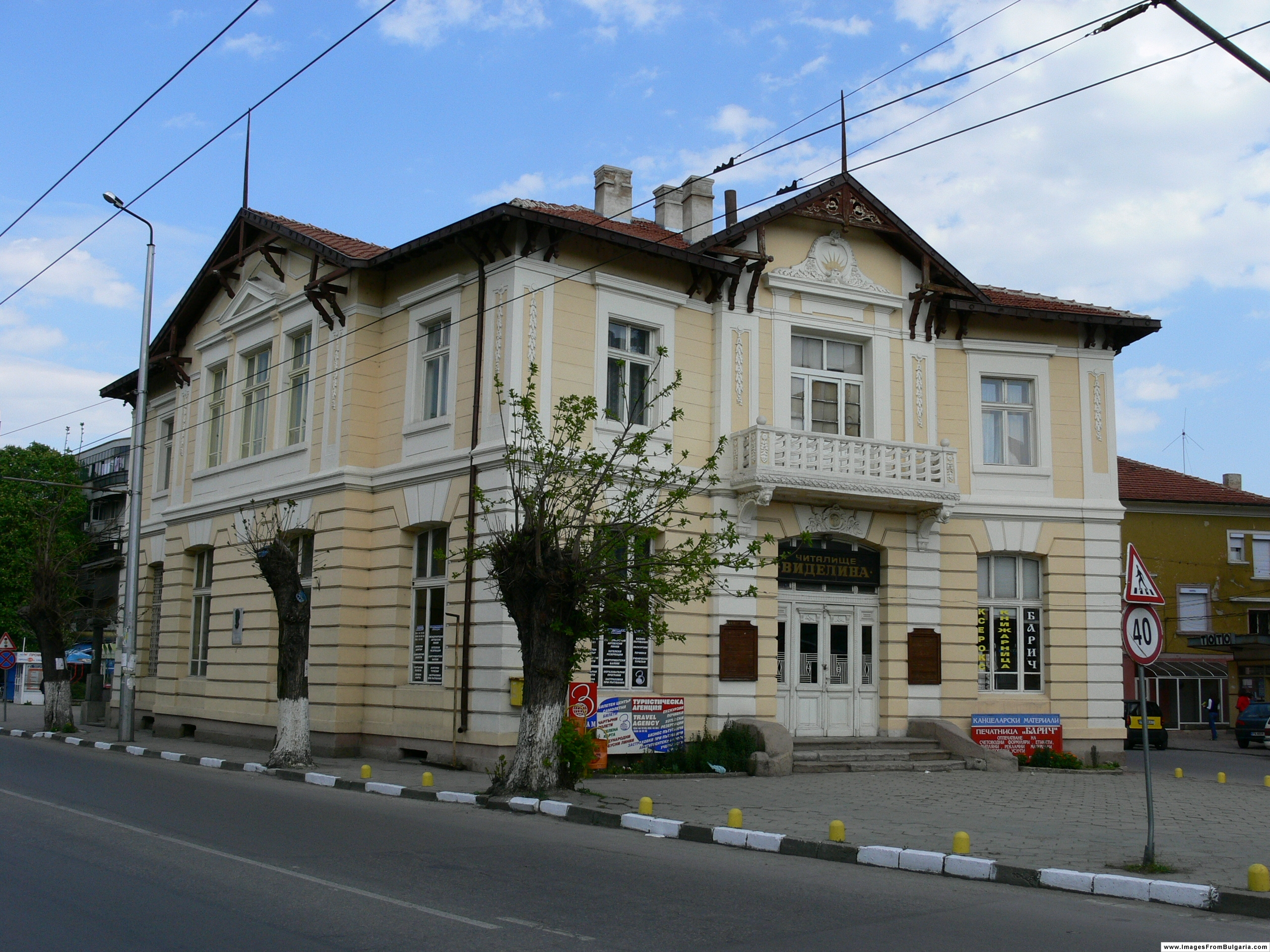
Le tchitalichté Vidélina à Pazardjik
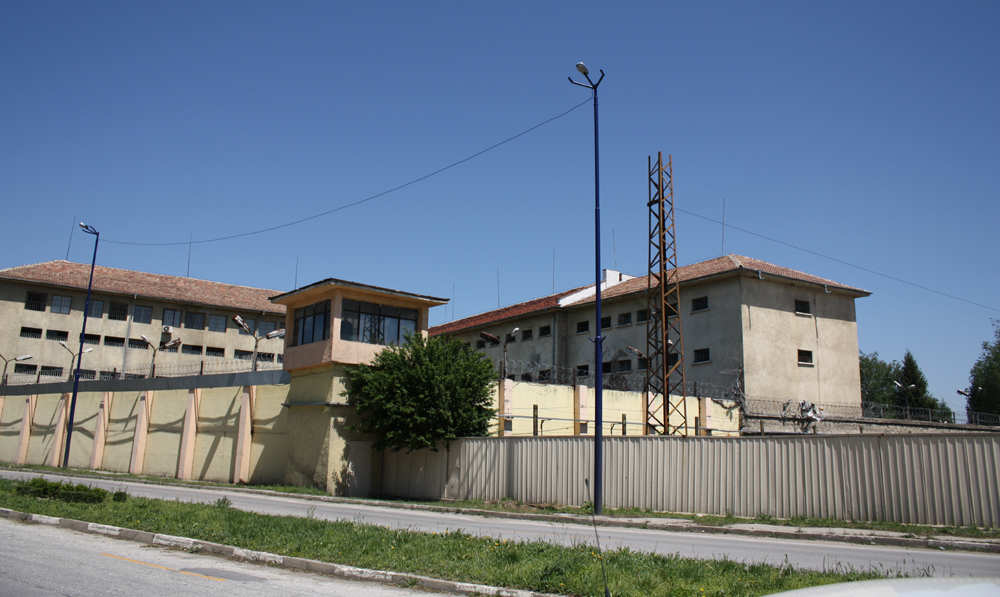
La prison